# 小林忠資
小林忠資（こばやし　ただし）は、日本の教育学者。愛媛大学教育・学生支援機構教育企画室特任助教。東京都生まれ。専門は大学教育論、比較教育学。

## 略歴
- 2014年　名古屋大学高等教育研究センター研究員
- 2015年　愛媛大学教育・学生支援機構教育企画室特定研究員
- 2016年　愛媛大学教育・学生支援機構教育企画室特任助教
- 2018年　岡山理科大学獣医学部講師

## 著書
- 『途上国における基礎教育支援（下）－国際的なアプローチと実践』（分担執筆、学文社、2008年）
- 『アジアの教員－変貌する役割と専門職への挑戦』（分担執筆、ジアース教育新社、2012年）
- 『看護現場で使える教育学の理論と技法』（分担執筆、メディカ出版、2014年）
- 『看護のための教育学』（共編著、医学書院、2015年）
- 『アクティブラーニング』（分担執筆、玉川大学出版部、2015年）
- 『授業設計』（分担執筆、玉川大学出版部、2016年）
- 『大学のＦＤ Ｑ＆Ａ』（分担執筆、玉川大学出版部、2016年）
- 『看護教育実践シリーズ３ 授業方法の基礎』（分担執筆、医学書院、2017年）
- 『看護教育実践シリーズ４ アクティブラーニングの活用』（分担執筆、医学書院、2018年）